# Simulium evillense
Simulium evillense es una especie de insecto del género Simulium, familia Simuliidae, orden Diptera.
Fue descrita científicamente por Fain, Hallot & Bafort, 1966.